# Адем Демачи
Адем Демачи (на албански: Adem Demaçi) е косовски албански политик и писател.

## Биография
Демачи е роден на 26 февруари 1936 г. в Подуево, Югославия (дн. Косово). Учи литература, право и педагогика съответно в Прищина, Белград и Скопие. През 50-те години на ХХ век публикува редица кратки разкази с остър социален коментар в списанието Jeta e re (в превод: „Нов живот“), както и романът „Змиите на кръвта“ (Gjarpijt e gjakut) от 1958 г., изследващ кървавите вендети в Косово и Албания. Последната творба му носи литературна слава. През 1963 г. основава нелегалната организация Революционно движение за Съюза на албанците.
За първи път Демачи е арестуван за опозицията си срещу авторитарното правителство на Йосип Броз Тито през 1958 г., като излежава три години затвор. Отново е в затвора в периодите 1964 – 1974 и 1975 – 1990. В края на 80-те години на ХХ век той е смятан за един от най-видните политически дисиденти в Югославия.

### Политическа кариера
След освобождаването си от затвора Демачи е председател на Съвета за защита на човешките права и свободи на народа на Косово от 1991 до 1995 г. Също така е главен редактор на Zëri, списание със седалище в Прищина, от 1991 до 1993 г.
През 1991 г. получава наградата за свобода на мисълта „Сахаров“ на Европейския парламент за последователното му противопоставяне срещу „един авторитарен и нетолерантен режим“.
На 24 март 1993 г. обявява гладна стачка заедно с много журналисти в защита на свободата на словото и вестник „Рилинджа“.
През 1996 г. Демачи се включва в политиката, заменяйки Байрам Косуми като председател на Парламентарната партия на Косово; Косуми става негов вицепредседател.
Две години по-късно Демачи се присъединява към Армията за освобождение на Косово (АОК), служейки като ръководител на нейното политическо крило. В интервю за „Ню Йорк Таймс“ от 1998 г. той отказва да осъди използването на насилие от страна на АОК, заявявайки, че „пътят на ненасилието не ни е довел доникъде. Хората, които живеят под този вид репресии, имат право на съпротива“. През 1999 г. той подава оставка от АОК, след като присъства на мирните преговори във Франция, критикувайки предложената сделка, която не гарантира независимостта на Косово. Източници заявяват, че Демачи се е отчуждил от по-младото и прагматично ръководство на АОК, което го е оставило „изправен пред решението да скочи или да чака да бъде бутнат“.
Въпреки че съпругата на Демачи напуска Косово преди войната, той остава в Прищина със 70-годишната си сестра по време на цялата война. Той е критичен към Ибрахим Ругова и други албански лидери, които бягат от конфликта, заявявайки, че пропускат важно историческо събитие.
След войната Демачи работи като директор на Косовското радио и телевизия до януари 2004 г. Той остава активен в политиката и е свързван с Албин Курти, ръководител на партия „Самоопределение“.
През 2010 г. Демачи получава орден „Герой на Косово“.

### Смърт
Демачи умира на 26 юли 2018 г. в Прищина, Косово, на 82-годишна възраст. Кончината му е отбелязана с тридневен национален траур. На 28 юли 2018 г. Демачи е погребан с държавно погребение в гробището на мъчениците в Прищина.
През ноември 2023 г. в родния му град Подуево е издигната статия на Демачи, дело на скулптора Агрон Блякчори.